# جون جي وليمز
جون جي وليمز هو سياسي كندي، ولد في 31 ديسمبر 1946 في أبردينشاير في المملكة المتحدة. حزبياً، نشط في حزب المحافظين الكندي. وقد انتخب عضو مجلس العموم الكندي.